# Jäpplingssjön
Jäpplingssjön är en sjö i Kramfors kommun i Ångermanland och ingår i Nätraån-Ångermanälvens kustområde. Sjön har en area på 0,43 kvadratkilometer och ligger 42,1 meter över havet.

## Delavrinningsområde
Jäpplingssjön ingår i det delavrinningsområde (698589-161748) som SMHI kallar för Utloppet av Jäpplingssjön. Medelhöjden är 131 meter över havet och ytan är 12,46 kvadratkilometer. Räknas de 2 avrinningsområdena uppströms in blir den ackumulerade arean 13,7 kvadratkilometer. Vattendraget som avvattnar avrinningsområdet har biflödesordning 2, vilket innebär att vattnet flödar genom totalt 2 vattendrag innan det når havet efter 18 kilometer. Avrinningsområdet består mestadels av skog (82 procent). Avrinningsområdet har 0,64 kvadratkilometer vattenytor vilket ger det en sjöprocent på 5,2 procent.